# Marilíza Xenogiannakopoúlou
Marilíza Xenogiannakopoúlou (en grec moderne : Μαριλίζα Ξενογιαννακοπούλου) née le 20 février 1963 à Athènes est une femme politique grecque.

## Biographie
Après des études de droit à l'université nationale et capodistrienne d'Athènes et à la Sorbonne, elle est élue au parlement européen en 2004, puis au Parlement grec pour la première fois en 2007.
Elle est ministre de la Santé et de la Solidarité sociale du gouvernement socialiste de Giórgos Papandréou d'octobre 2009 au 7 septembre 2010, date à laquelle elle devient vice-ministre des Affaires étrangères. Elle conserve ce dernier poste dans le gouvernement d'union nationale de Loukás Papadímos.
Elle quitte en 2012 le Mouvement socialiste panhellénique (PASOK). Le 28 août 2018, elle est nommée ministre de la Réforme administrative dans le second gouvernement de coalition d'Aléxis Tsípras. Elle est réélue députée en juillet 2019, puis nommée représentante parlementaire de SYRIZA.